# Прапори незалежних держав
В галереї прапорів незалежних держав представлені державні прапори незалежних держав.
| Зміст: A Б В Г Д Е Є З І Й К Л М Н О П Р С Т У Ф Х Ц Ч Ш Я |

## А
| Австралія Прапор 1:2  | Австрія Прапор 2:3    | Азербайджан Прапор 1:2 | Албанія Прапор 5:7           |
| Алжир Прапор 2:3      | Ангола Прапор 2:3     | Андорра Прапор 2:3     | Антигуа і Барбуда Прапор 2:3 |
| Аргентина Прапор 9:14 | Афганістан Прапор 1:2 |                        |                              |

| Зміст: A Б В Г Д Е Є З І Й К Л М Н О П Р С Т У Ф Х Ц Ч Ш Я |

## Б
| Багамські Острови Прапор 1:2 | Бангладеш Прапор 3:5 | Барбадос Прапор 2:3                                  | Бахрейн Прапор 3:5  |
| Білорусь Прапор 1:2          | Беліз Прапор 2:3     | Бельгія Прапор 13:15                                 | Бенін Прапор 2:3    |
| Болгарія Прапор 3:5          | Болівія Прапор 2:3   | Боснія і Герцеговина Прапор Боснії і Герцеговини 1:2 | Ботсвана Прапор 5:8 |
| Бразилія Прапор 7:10         | Бруней Прапор 1:2    | Буркіна-Фасо Прапор 2:3                              | Бурунді Прапор 3:5  |
| Бутан Прапор 2:3             |                      |                                                      |                     |

| Зміст: A Б В Г Д Е Є З І Й К Л М Н О П Р С Т У Ф Х Ц Ч Ш Я |

## В
| Вануату Прапор 3:5  | Ватикан Прапор 1:1   | Велика Британія Прапор 1:2 | В'єтнам Прапор 2:3 |
| Вірменія Прапор 1:2 | Венесуела Прапор 2:3 |                            |                    |

| Зміст: A Б В Г Д Е Є З І Й К Л М Н О П Р С Т У Ф Х Ц Ч Ш Я |

## Г
| Габон Прапор 3:4    | Гаїті Прапор 3:5     | Гаяна Прапор 3:5  | Гамбія Прапор 2:3       |
| Гана Прапор 2:3     | Гватемала Прапор 5:8 | Гвінея Прапор 2:3 | Гвінея-Бісау Прапор 1:2 |
| Гондурас Прапор 1:2 | Гренада Прапор 3:5   | Греція Прапор 2:3 | Грузія Прапор 2:3       |

| Зміст: A Б В Г Д Е Є З І Й К Л М Н О П Р С Т У Ф Х Ц Ч Ш Я |

## Д
| Данія Прапор 28:37 | Джибуті Прапор 2:3 | Домініка Прапор 1:2 | Домініканська Республіка Прапор 5:8 |

| Зміст: A Б В Г Д Е Є З І Й К Л М Н О П Р С Т У Ф Х Ц Ч Ш Я |

## Е
| Еквадор Прапор 1:2 | Екваторіальна Гвінея Прапор 2:3 | Еритрея Прапор 1:2 | Естонія Прапор 7:11 |
| Ефіопія Прапор 1:2 |                                 |                    |                     |

| Зміст: A Б В Г Д Е Є З І Й К Л М Н О П Р С Т У Ф Х Ц Ч Ш Я |

## Є
| Єгипет Прапор 2:3 | Ємен Прапор 2:3 |  |  |

| Зміст: A Б В Г Д Е Є З І Й К Л М Н О П Р С Т У Ф Х Ц Ч Ш Я |

## З
| Замбія Прапор 2:3 | Зімбабве Прапор 1:2 |  |  |

| Зміст: A Б В Г Д Е Є З І Й К Л М Н О П Р С Т У Ф Х Ц Ч Ш Я |

## І
| Ізраїль Прапор 8:11 | Індія Прапор 2:3    | Індонезія Прапор 2:3  | Ірак Прапор 2:3    |
| Іран Прапор 4:7     | Ірландія Прапор 1:2 | Ісландія Прапор 18:25 | Іспанія Прапор 2:3 |
| Італія Прапор 2:3   |                     |                       |                    |

| Зміст: A Б В Г Д Е Є З І Й К Л М Н О П Р С Т У Ф Х Ц Ч Ш Я |

## Й
| Йорданія Прапор 1:2 |

| Зміст: A Б В Г Д Е Є З І Й К Л М Н О П Р С Т У Ф Х Ц Ч Ш Я |

## К
| Кабо-Верде Прапор 3:5       | Казахстан Прапор 1:2                     | Камбоджа Прапор 2:3                     | Камерун Прапор 2:3                                   |
| Канада Прапор 1:2           | Катар Прапор 11:28                       | Кенія Прапор 2:3                        | Кіпр Прапор 3:5                                      |
| Киргизстан Прапор 3:5       | Кірибаті Прапор 1:2                      | Китайська Народна Республіка Прапор 2:3 | Колумбія Прапор 2:3                                  |
| Комори Прапор 3:5           | Демократична Республіка Конго Прапор 2:3 | Республіка Конго Прапор 2:3             | Корейська Народно-Демократична Республіка Прапор 1:2 |
| Республіка Корея Прапор 2:3 | Коста-Рика Прапор Коста-Рики 3:5         | Кот-д'Івуар Прапор 2:3                  | Куба Прапор 1:2                                      |
| Кувейт Прапор 1:2           |                                          |                                         |                                                      |

| Зміст: A Б В Г Д Е Є З І Й К Л М Н О П Р С Т У Ф Х Ц Ч Ш Я |

## Л
| Лаос Прапор 2:3               | Латвія Прапор 1:2 | Лесото Прапор 2:3 | Литва Прапор 3:5       |
| Ліберія Прапор 10:19          | Ліван Прапор 2:3  | Лівія Прапор 1:2  | Ліхтенштейн Прапор 3:5 |
| Люксембург Прапор 3:5 або 1:2 |                   |                   |                        |

| Зміст: A Б В Г Д Е Є З І Й К Л М Н О П Р С Т У Ф Х Ц Ч Ш Я |

## М
| Маврикій Прапор 2:3                       | Мавританія Прапор 2:3 | Мадагаскар Прапор 2:3           | Північна Македонія Прапор 1:2 |
| Малаві Прапор 2:3                         | Малайзія Прапор 1:2   | Малі Прапор 2:3                 | Мальдіви Прапор 2:3           |
| Мальта Прапор 2:3                         | Марокко Прапор 2:3    | Маршаллові Острови Прапор 10:19 | Мексика Прапор 4:7            |
| Федеративні Штати Мікронезії Прапор 10:19 | Мозамбік Прапор 2:3   | Молдова Прапор 1:2              | Монако Прапор 4:5             |
| Монголія Прапор 1:2                       | М'янма Прапор 4:7     |                                 |                               |

| Зміст: A Б В Г Д Е Є З І Й К Л М Н О П Р С Т У Ф Х Ц Ч Ш Я |

## Н
| Намібія Прапор 2:3       | Науру Прапор 1:2      | Непал Прапор 4:3     | Нігер Прапор 6:7     |
| Нігерія Прапор 1:2       | Нідерланди Прапор 2:3 | Нікарагуа Прапор 3:5 | Німеччина Прапор 3:5 |
| Нова Зеландія Прапор 1:2 | Норвегія Прапор 8:11  |                      |                      |

| Зміст: A Б В Г Д Е Є З І Й К Л М Н О П Р С Т У Ф Х Ц Ч Ш Я |

## О
| Об'єднані Арабські Емірати Прапор 1:2 | Оман Прапор 1:2 |  |  |

| Зміст: A Б В Г Д Е Є З І Й К Л М Н О П Р С Т У Ф Х Ц Ч Ш Я |

## П
| Пакистан Прапор 2:3 | Палау Прапор 5:8      | Панама Прапор 2:3                          | Папуа Нова Гвінея Прапор 3:4 |
| Парагвай Прапор 3:5 | Перу Прапор 2:3       | Південно-Африканська Республіка Прапор 2:3 | Південний Судан Прапор 1:2   |
| Польща Прапор 5:8   | Португалія Прапор 2:3 |                                            |                              |

| Зміст: A Б В Г Д Е Є З І Й К Л М Н О П Р С Т У Ф Х Ц Ч Ш Я |

## Р
| Росія Прапор 2:3 | Руанда Прапор 2:3 | Румунія Прапор 2:3 |  |

| Зміст: A Б В Г Д Е Є З І Й К Л М Н О П Р С Т У Ф Х Ц Ч Ш Я |

## С
| Сальвадор Прапор 9:16               | Самоа Прапор 1:2              | Сан-Марино Прапор 3:4                | Сан-Томе і Принсіпі Прапор 1:2 |
| Саудівська Аравія Прапор 2:3        | Есватіні Прапор 2:3           | Сейшельські Острови Прапор 1:2       | Сенегал Прапор 2:3             |
| Сент-Вінсент і Гренадини Прапор 2:3 | Сент-Кіттс і Невіс Прапор 2:3 | Сент-Люсія Прапор 1:2                | Сербія Прапор 2:3              |
| Сінгапур Прапор 2:3                 | Сирія Прапор 2:3              | Словаччина Прапор 2:3                | Словенія Прапор 1:2            |
| Соломонові Острови Прапор 1:2       | Сомалі Прапор 2:3             | Сполучені Штати Америки Прапор 10:19 | Судан Прапор 1:2               |
| Суринам Прапор 2:3                  | Східний Тимор Прапор 1:2      | Сьєрра-Леоне Прапор 2:3              |                                |

| Зміст: A Б В Г Д Е Є З І Й К Л М Н О П Р С Т У Ф Х Ц Ч Ш Я |

## Т
| Таджикистан Прапор 1:2                | Таїланд Прапор 2:3           | Танзанія Прапор 2:3 | Тонга Прапор 1:2 |
| Того Прапор 1:1,618 (Золотий перетин) | Тринідад і Тобаго Прапор 3:5 | Тувалу Прапор 1:2   | Туніс Прапор 2:3 |
| Туреччина Прапор 2:3                  | Туркменістан Прапор 2:3      |                     |                  |

| Зміст: A Б В Г Д Е Є З І Й К Л М Н О П Р С Т У Ф Х Ц Ч Ш Я |

## У
| Уганда Прапор 2:3  | Угорщина Прапор 1:2 | Узбекистан Прапор 1:2 | Україна Прапор 2:3 |
| Уругвай Прапор 2:3 |                     |                       |                    |

| Зміст: A Б В Г Д Е Є З І Й К Л М Н О П Р С Т У Ф Х Ц Ч Ш Я |

## Ф
| Фіджі Прапор 1:2 | Філіппіни Прапор 1:2 | Фінляндія Прапор 11:18 | Франція Прапор 2:3 |

| Зміст: A Б В Г Д Е Є З І Й К Л М Н О П Р С Т У Ф Х Ц Ч Ш Я |

## Х
| Хорватія Прапор 1:2 |

| Зміст: A Б В Г Д Е Є З І Й К Л М Н О П Р С Т У Ф Х Ц Ч Ш Я |

## Ц
| Центральноафриканська Республіка Прапор 2:3 |

| Зміст: A Б В Г Д Е Є З І Й К Л М Н О П Р С Т У Ф Х Ц Ч Ш Я |

## Ч
| Чад Прапор 2:3 | Чехія Прапор 2:3 | Чилі Прапор 2:3 | Чорногорія Прапор 1:2 |

| Зміст: A Б В Г Д Е Є З І Й К Л М Н О П Р С Т У Ф Х Ц Ч Ш Я |

## Ш
| Швеція Прапор 5:8 | Швейцарія Прапор 1:1 | Шрі-Ланка Прапор 1:2 |  |

| Зміст: A Б В Г Д Е Є З І Й К Л М Н О П Р С Т У Ф Х Ц Ч Ш Я |

## Я
| Ямайка Прапор 1:2 | Японія Прапор 2:3 |  |  |

| Зміст: A Б В Г Д Е Є З І Й К Л М Н О П Р С Т У Ф Х Ц Ч Ш Я |